# Anna Karenina (film din 1997)
Anna Karenina este un film din 1997, regizat de Bernard Rose și care i-a avut în rolurile principale pe Sophie Marceau și Sean Bean. Filmul este o adaptare a romanului omonim al lui Lev Tolstoi. A fost prima versiune internațională filmată în întregime în Rusia, la diferite locații din St. Petersburg și Moscova.

## Rezumat
Anna Karenina este tânăra și eleganta soție a lui Alexei Karenin, un bogat nobil rus cu 20 de ani mai în vârstă. Ea este nefericită și trăiește doar pentru fiul ei, Serioja. Cu prilejul unui bal de la Moscova, ea îl întâlnește pe chipeșul conte Alexei Vronski. Vronski se îndrăgostește la prima vedere și o urmează la St. Petersburg, urmărind-o cu nerușinare. În cele din urmă, Anna cedează în fața sentimentelor ei pentru el și devine amanta lui. Deși ei sunt fericiți împreună, relația lor se năruie imediat după ce copilul îi moare la naștere. Karenin este impresionat profund de durerea ei și este de acord să o ierte. Cu toate acestea, Anna rămâne nefericită și, deși provoacă un scandalul în societatea respectabilă, ea își părăsește soțul pentru contele Vronski.
Folosindu-și fratele ca intermediar, Anna îl imploră iremediabil pe soțul ei să-i acorde divorțul. Karenin refuză cu indignare și nu îi permite să-l vadă pe Serioja. Înnebunită de durere pentru pierderea fiului ei, Anna devine din ce în ce mai deprimată și își mărește doza medicamentoasă de laudanum. În timp, ea devine iremediabil dependentă de medicamente. Femeia are un alt copil cu Vronski, dar contele este, de asemenea, sfâșiat între dragostea lui pentru Anna și tentația de a realiza o căsătorie respectabilă. Anna devine sigură că Vronski este pe cale să o părăsească și să căsătorească cu o femeie mai tânără. Ea se duce la gară și se sinucide, sărind în fața unui tren.
Vronski este devastat emoțional de moartea ei și se oferă voluntar pentru o "misiune sinucigașă" în războiul sârbilor împotriva turcilor. În timp ce călătorește pentru a se alătura regimentului său, el se întâlnește cu Konstantin Levin, care se căsătorise cu fosta iubită a lui Vronski, prințesa "Kitty" Șcerbațki. Levin încearcă să-l convingă pe Vronski de valoarea vieții. Cu toate acestea, Vronski poate vorbi doar despre cum arăta corpul Anei la gară. Ei se despart și Levin se întoarce la familia sa. El scrie întâmplările din film și semnează manuscrisul cu numele "Lev Tolstoi".

## Distribuție
- Sophie Marceau - Anna Arkadievna Karenina
- Sean Bean - contele Alexei Kirillovici Vronski
- Alfred Molina - Konstantin Dimitrievici Levin
- Mia Kirshner - prințesa Ecaterina Alexandrovna Șcerbațki, "Kitty"
- James Fox - Alexei Alexandrovici Karenin
- Fiona Shaw - contesa Lidia Ivanovna
- Danny Huston - prințul Stepan Arkadievici Oblonski, "Stiva"
- Saskia Wickham - prințesa Daria Alexandrovna Oblonskaia, "Dolly"
- Phyllida Law - contesa Vronskaia
- David Schofield - Nikolai Dimitrievici Levin
- Jennifer Hall - Betsy
- Anna Calder-Marshall - prințesa Șcerbațki
- Piotr Șelohonov - Kapitonici, valetul lui Karenin
- Vernon Dobcheff - Pestov
- Larisa Kuznețova - Agatha
- Jeremy Sheffield - Boris
- Justine Waddell - contesa Nordston
- Nora Gryakalova - Miagkaia
- Valeri Kuhareșin - doctorul

## Producție
Filmul "Anna Karenina" din 1997 este un proiect internațional, o producție comună a companiilor Icon Productions și Warner Bros.. Filmul a avut o distribuție internațională cu participarea actorilor ruși și a echipajului suplimentar de la studioul Lenfilm din Sankt Petersburg. Proiectul a fost început cu sprijinul lui Mel Gibson, care a fost abordat de Sophie Marceau, și a elaborat bugetul de circa 20 milioane $ din compania sa, Icon Productions. Distribuția a fost selectată de Marion Dougherty, directorul de producție al studiourilor Warner Bros. Scenariul a fost scris de scriitorul / regizorul Bernard Rose. Filmările au fost realizate în întregime în Rusia, în perioada februarie - august 1996. Post-producția a fost făcut parțial în Europa, iar montajul final a fost finalizat de către studiourile Warner Bros din Los Angeles.
Versiunea regizorală originală nu a fost lansată către public; ea a fost redusă de la 140 minute până la 108 minute. Versiunea mai scurtă de 108 minute a filmului a fost distribuit la nivel internațional de către Warner Bros.. Premiera cinematografică în SUA a avut loc în aprilie 1997, urmată de premiera europeană în mai 1997.

## Locații
Filmările au fost realizate în întregime în Rusia. Principale locații de filmare au fost la St. Petersburg; la câteva palate ale țarilor ruși precum și la conacele istorice ale nobilimii ruse, cum sunt Palatul de iarnă, Peterhof, Palatul Menșikov, Palatul Iusupov și alte locații. Alte scene de importanță minoră au fost filmate la Moscova.

## Muzica
Muzica lui Ceaikovski, Rahmaninov și Prokofiev a fost interpretată de către Orchestra Filarmonică din Sankt Petersburg sub bagheta lui Sir Georg Solti. Coloana sonoră a fost înregistrat în Sala Filarmonicii din Sankt Petersburg, unde s-a audiat pentru prima dată Simfonia nr. 6, "Patetica", a lui Ceaikovski. De altfel, această simfonie este pe fundalul sonor al scenelor cheie din film. Regizorul Bernard Rose și Sir Georg Solti au fost de acord că Simfonia prezintă asemănări cu povestea Annei Karenina, în special între tonurile excesiv de tragice ale muzicii și melancolia Annei.

## DVD
Mai multe ediții pe DVD au fost lansate pe plan internațional după 1997. Unele ediții pe DVD din Europa poartă titlurile "Tolstoi's Anna Karenina" sau "Leo Tolstoi's Anna Karenina" și au durate între 104 și 108 minute. Versiunea regizorală originală avea o durată de peste 140 de minute, dar aceasta nu a fost lansată.